# 奥地利联邦铁路1044型电力机车
1044型电力机车是奥地利联邦铁路的电力机车车型之一，由西门子公司、勃朗-包维利股份公司（BBC）等于1975年研制成功。

## 发展历史
1960年代起，随着电力电子技术在牵引传动领域的快速发展，晶闸管相控整流器逐渐取代了调压开关和硅整流器，采用大功率晶闸管相控调压的交—直流电传动电力机车越趋成熟。奥地利联邦铁路于1971年从瑞典引进了1043型相控电力机车，经过一段时间运用后证明相控电力机车性能和可靠性良好。1974年，奥地利联邦铁路向西门子、勃朗-包维利等公司订购新型相控电力机车；同年年底，西门子、勃朗-包维利等公司成功试制了首两台1044型电力机车样车（01～02），是当时世界上单轴持续功率最大的晶闸管调压电力机车，单轴功率达到1300千瓦。根据奥地利联邦铁路的要求，两台样车采用了不同形式的主电路以作比较，其中01号机车采用经济四段桥整流电路，02号机车采用经济八段桥整流电路。试验结果显示，虽然经济八段桥的功率因数较高、高次谐波影响较小，但经济四段桥电路具有结构简单、生产成本低的优点，因此经过考虑后，奥地利联邦铁路决定采用经济四段桥的1044型电力机车，并于1977年投入批量生产。至1987年底，奥地利联邦铁路已经接收了126台1044型电力机车（1044 001～126）。1989年至1995年间，奥地利联邦铁路又接收了第二批共91台1044型电力机车（1044 200～290），第二批机车根据前一批机车运用过程中发现的问题进行了改进，例如转向架设计和司机室隔音性能等。
2002年，奥地利联邦铁路对第二批1044型电力机车进行加装推挽式列车控制系统的改造，经过改造后的1044型机车被更名为1144型。